# Owe Zerge
John Owe Heribert Zerge, född 15 april 1894 i Oppmanna församling, Kristianstads län, Kristianstads län, död 23 mars 1983 i Oppmanna församling, Kristianstads län, var en svensk målare.

## Biografi
Owe Zerge var son till kantorn Nils Svensson och Johanna Wallberg. Zerge studerade vid Althins målarskola i Stockholm 1914–1915 och för Oscar Björk och Olle Hjortzberg vid Konsthögskolan 1915–1919, samtidigt med dessa studier deltog han i Axel Tallbergs etsningsskola en kortare tid. Därefter följde studieresor till Italien och Frankrike där han studerade för bland annat André Lhote. Han debuterade i Parissalongen 1921 och har deltagit i utställningar på Liljevalchs konsthall, Valand-Chalmers i Göteborg och samlingsutställningar arrangerade av Skånes konstförening. Hans konst består av landskap, blomsterstudier, figurer och porträtt. Separat ställde han ut bland annat ut i SDS-hallen i Malmö 1949. Zerge är representerad vid Gävle museum, Kristianstads museum och Tomelilla museum.